# Orel (ozvezdje)
Orel (latinsko Aquila) je ozvezdje severne nebesne poloble in eno od 88 sodobnih ozvezdij, ki jih je priznala Mednarodna astronomska zveza. Bilo je tudi eno od Ptolemejevih 48 ozvezdij. Ozvezdje sta omenjala tudi Evdoks (4. stoletje pr. n. št.) in Arat (3. stoletje pr. n. št.). Leži približno ob nebesnem ekvatorju. Glavna zvezda Atair predstavlja enega od oglišč Poletnega trikotnika.